# 타용 달라와
《타용 달라와》(필리핀어: Tayong Dalawa)는 2009년 방영된 필리핀의 드라마이다.